# سیارک ۱۰۵۴۴
سیارک ۱۰۵۴۴ (به انگلیسی: 10544 Horsnebara، نامگذاری:1992DA9) ده هزار و پانصد و چهل و چهارمین سیارک کشف شده‌است که در ۲۹ فوریه ۱۹۹۲ کشف شد.
قدر مطلق سیارک برابر ۱۹٫۵ است.